# Saison 2013 du Tour européen PGA
Navigation
Édition précédente Édition suivante
Le circuit européen de golf 2013 est le circuit européen de golf qui se déroule sur l'année 2013, entre décembre 2012 et novembre 2013. L'évènement est organisé par une organisation de la PGA européenne, dont la plupart des tournois se tiennent en Europe. La saison s'articule autour de quarante-neuf tournois dont les quatre tournois majeurs que sont le Masters, l'Open américain, l'Open britannique et le championnat de la PGA.

## Tournois
| Dates                      | Tournoi                             | Vainqueur                 | Gains totaux  |
| -------------------------- | ----------------------------------- | ------------------------- | ------------- |
| 6-9 déc. 2012              | Championnat Nelson Mandela (en)     | Scott Jamieson            | 761 265 €     |
| 13-16 déc. 2012            | Championnat Alfred Dunhill          | Charl Schwartzel          | 1 500 300 €   |
| 10-13 janv. 2013           | Volvo Golf Champions                | Louis Oosthuizen          | 2 000 000 €   |
| 17-20 janv. 2013           | Abu Dhabi Golf Championship         | Jamie Donaldson           | 2 700 000 $   |
| 23-26 janv. 2013           | Commercial Bank Qatar Masters       | Chris Wood                | 2 500 000 $   |
| 31 janv.-3 fév. 2013       | Omega Dubai Desert Classic          | Stephen Gallacher         | 2 500 000 $   |
| 7-10 fév. 2013             | Joburg Open                         | Richard Sterne            | 1 300 000 €   |
| 14-17 fév. 2013            | Open d'Afrique                      | Darren Fichardt           | 1 000 000 €   |
| 20-24 fév. 2013            | Championnat du monde de match-play  | Luke Donald               | 8 750 000 $   |
| 28 fév.-3 mars 2013        | Tshwane Open                        | Dawie van der Walt        | 1 500 000 €   |
| 7-10 mars 2013             | WGC-Cadillac Championship           | Tiger Woods               | 8 750 000 $   |
| 14-17 mars 2013            | Avantha Masters                     | Thomas Aiken              | 1 800 000 €   |
| 21-24 mars 2013            | Malaysian Open                      | Aphibarnrat Kiradech      | 2 750 000 $   |
| 28-31 mars 2013            | Trophée Hassan II                   | Marcel Siem               | 1 500 000 €   |
| 11-14 avr. 2013            | Masters de golf                     | Adam Scott                | 8 000 000 $   |
| 18-21 avr. 2013            | Open d'Espagne                      | Raphaël Jacquelin         | 1 500 000 €   |
| 25-28 avr. 2013            | Ballantine's Championship           | Brett Rumford             | 2 205 000 €   |
| 2-5 mai 2013               | Volvo China Open                    | Brett Rumford             | 20 000 000RMB |
| 16-19 mai 2013             | Volvo World Match Play Championship | Graeme McDowell           | 3 000 000 €   |
| 16-19 mai 2013             | Open de l'île de Madère             | Peter Uihlein             | 600 000 €     |
| 23-26 mai 2013             | BMW PGA Championship                | Matteo Manassero          | 4 750 000 €   |
| 30 mai-2 juin 2013         | Nordea Masters                      | Mikko Ilonen              | 1 500 000 €   |
| 6-9 juin 2013              | Lyoness Open                        | Joost Luiten              | 1 000 000 €   |
| 13-16 juin 2013            | US Open de golf                     | Justin Rose               | 8 000 000 $   |
| 13-16 juin 2013            | Open de Saint-Omer                  | Simon Thornton            | 500 000 €     |
| 20-23 juin 2013            | BMW International Open              | Ernie Els                 | 2 000 000 €   |
| 27-30 juin 2013            | Open d'Irlande                      | Paul Casey                | 2 000 000 €   |
| 4-7 juil. 2013             | Open de France                      | Graeme McDowell           | 3 000 000 €   |
| 11-14 juil. 2013           | Open d'Écosse                       | Phil Mickelson            | 3 000 000 ₤   |
| 18-21 juil. 2013           | Open britannique                    | Phil Mickelson            | 5 250 000 ₤   |
| 25-28 juil. 2013           | Open de Russie                      | Michael Hoey              | 1 000 000 €   |
| 1er-4 août 2013            | WGC-Bridgestone Invitational        | Tiger Woods               | 8 750 000 $   |
| 8-11 août 2013             | Championnat de la PGA               | Jason Dufner              | 8 750 000 $   |
| 22-25 août 2013            | Championnat Johnnie Walker          | Tommy Fleetwood           | 1 400 000 ₤   |
| 29 août-1er septembre 2013 | ISPS Handa Wales Open               | Grégory Bourdy            | 1 800 000 ₤   |
| 5-8 septembre 2013         | Masters européen Omega              | Thomas Björn              | 2 200 000 $   |
| 12-15 septembre 2013       | KLM Open                            | Joost Luiten              | 1 800 000 €   |
| 19-22 septembre 2013       | Open d'Italie                       | Julien Quesne             | 1 500 000 €   |
| 26-29 septembre 2013       | Championnat Dunhill Links           | David Howell              | 5 000 000 $   |
| 3-6 octobre 2013           | Seve Trophy by Golf+                | Europe continentale       | 1 750 000 €   |
| 10-13 octobre 2013         | Masters du Portugal                 | David Lynn                | 2 000 000 €   |
| 17-20 octobre 2013         | IPS Handa Perth International       | Jin Jeong                 | 2 000 000 $   |
| 24-27 octobre 2013         | BMW Masters                         | Gonzalo Fernandez-Castano | 7 000 000 $   |
| 31 octobre-3 novembre 2013 | WGC-HSBC Champions                  | Dustin Johnson            | 8 500 000 $   |
| 7-10 novembre 2013         | Turkish Airlines Open               | Victor Dubuisson          | 7 000 000 $   |
| 7-17 novembre 2013         | Dubai World Championship            | Henrik Stenson            | 8 000 000 $   |

## Classement final
| Rang                                           | Golfeur                   | Points    |
| ---------------------------------------------- | ------------------------- | --------- |
| 1                                              | Henrik Stenson            | 4 103 796 |
| 2                                              | Ian Poulter               | 3 172 729 |
| 3                                              | Justin Rose               | 2 665 376 |
| 4                                              | Graeme McDowell           | 2 420 306 |
| 5                                              | Jamie Donaldson           | 2 181 113 |
| 6                                              | Victor Dubuisson          | 2 031 675 |
| 7                                              | Gonzalo Fernandez-Castano | 1 767 156 |
| 8                                              | Richard Sterne            | 1 457 146 |
| 9                                              | Thongchai Jaidee          | 1 585 521 |
| 10                                             | Thomas Björn              | 1 546 736 |
| source: europeantour.com Classement final 2013 |                           |           |